# Sithali
Sithali, ook wel de verkoelende ademhaling, is een pranayama (ademhalingstechniek) in yoga.
Sithali vormt net als sitkari een uitzondering binnen pranayama, gezien er niet door de neus maar door de mond wordt geademd. Bij sithali wordt de tong iets naar buiten geschoven en aan de zijkanten omhoog gekruld. Hierdoor vormt de tong een soort rietje waarmee de lucht naar binnen wordt gezogen. Yogi's die moeite hebben de tong te krullen, steken ook wel de tong plat naar buiten, waarbij de bovenlip de functie van het rietje overneemt. Sithali wordt in het algemeen rond de vijf tot tien maal herhaald.
Zowel sithali als sitkari werken verkoelend op het lichaam en stillen honger en dorst. Ze zijn daarom voor yogi's van nut tijdens warm weer of vasten.
volledige ademhaling · middenrifademhaling · flankademhaling · sleutelbeenademhaling · mondademhaling · neusademhaling

abhyantara bahya stambha vritti · activerende ademhaling · agni prasana · anuloma · anuloma viloma · bhastrika · brahmari · chandra bhedana · chatur mukhi · dirgha sukshma · kapalabhati · kevala kumbhaka · kumbhaka · murcha · nadi sodhana · ohm sahita rechaka · plavini · prachhardana · prana apana samyukta · pratiloma · sahita kumbhaka · sama vritti · samanu · sapta vyahrita · sargarbha sahita kumbhaka · sarva dwara baddha · sithali · sitkari · stambha vritti · sukha purvaka · suksama shwasa prashwasa · surya bhedana · tri bandha kumbhaka · ujjayi · vaya viya kumbhaka · viloma · visama vritti